# Zia Mohyeddin

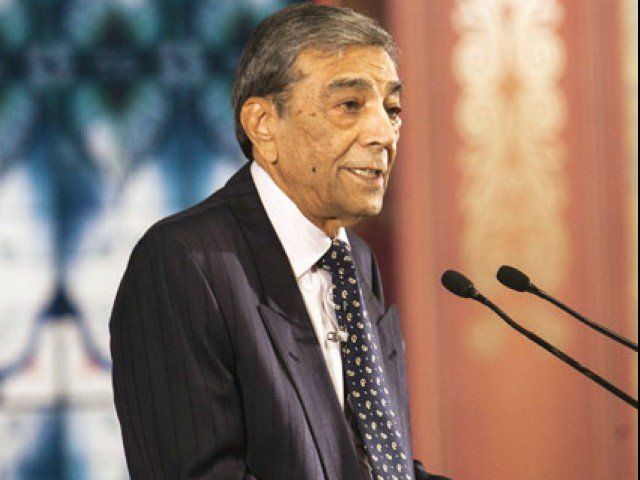
Zia Mohyeddin, 2018

Zia Mohyeddin (* 20. Juni 1931 in Lyallpur, Punjab, Britisch-Indien; † 13. Februar 2023 in Karatschi) war ein pakistanisch-britischer Schauspieler, Theaterregisseur sowie Fernsehmoderator und -produzent.

## Leben und Karriere
Mohyeddin, der Sohn einer wohlhabenden pakistanischen Familie, studierte von 1953 bis 1956 Schauspiel an der Royal Academy of Dramatic Art in London. Danach spielte er erste Theaterrollen in Großbritannien, etwa in Shakespeare-Stücken. 1960 verkörperte er am Londoner West End in der allerersten Bühnenproduktion von E. M. Forsters Roman Auf der Suche nach Indien die Rolle des Dr. Aziz.
Nachdem er bereits in den 1950er-Jahren bei Fernsehproduktionen erste Erfahrungen vor der Kamera gesammelt hatte, bekam er 1962 in David Leans Filmklassiker Lawrence von Arabien seine erste bedeutende Filmrolle. Hierin spielte er den Wüstenführer Taras, der in einer bekannten Szene des Films von Omar Sharifs Figur umgebracht wird, da er verbotenerweise aus dem Wasserloch eines anderen Stammes getrunken hatte. In den 1960er-Jahren übernahm Mohyeddin regelmäßig Nebenrollen im britischen Film und arbeitete mit weiteren bekannten Regisseuren wie Alexander Mackendrick, Fred Zinnemann und Tony Richardson. Nennenswerte Auftritte hatte er unter anderem in dem Historienfilm Khartoum, in der Agentenkomödie Heiße Katzen und in dem Filmdrama Nur eine Frau an Bord.
Ende der 1960er-Jahre kehrte Mohyeddin zunächst nach Pakistan zurück. Hier wurde er insbesondere durch seine eigene Talkshow Zia Mohyeddin Show berühmt, die von 1969 bis 1973 auf Pakistan Television ausgestrahlt wurde. Er hatte weitere Filmauftritte in Pakistan und auch in Indien, unter anderem in James Ivorys Film Hollywood in Bombay von 1970. Aufgrund seiner Opposition zu dem autoritären Militärregime von Mohammed Zia-ul-Haq verließ er Pakistan am Ende der 1970er-Jahre erneut, er lebte und arbeitete im folgenden Jahrzehnt abermals in Großbritannien als Schauspieler. Er war etwa in dem Abenteuerfilm Ashanti (1979) neben Michael Caine und Peter Ustinov zu sehen und wirkte an Fernsehserien wie Jim Bergerac ermittelt mit. Für den englischen Fernsehsender Central Television (heute ITV Central genannt) produzierte er von 1986 bis 1989 das Fernsehmagazin Here and Now, in dem es um Lebensart und Kultur von Minderheiten in Großbritannien ging.
Später verlegte Mohyeddin seinen Lebensmittelpunkt nach Pakistan zurück, wo er im Alter als renommierter Schauspieler und Theaterregisseur galt. Zudem wurde ihm nachgesagt, einer der herausragendsten Rezitatoren von literarischen und lyrischen Texten in der Sprache Urdu zu sein; weltweit absolvierte er Auftritte als Rezitator. Im Jahr 2005 wurde er von der pakistanischen Regierung mit der Gründung der National Academy of Performing Arts (NAPA), der nationalen Schauspielschule Pakistans in Karatschi, beauftragt. Er war deren erster Präsident und später bis zu seinem Tod Ehrenpräsident der NAPA. Mohyeddin war Autor von drei Büchern: A Carrot is a Carrot, Theatrics und The God of My Idolatry Memories and Reflections.
2012 wurde er mit dem Hilal-i-Imtiaz, dem zweithöchsten Zivilorden Pakistans, ausgezeichnet. Auf seinen Tod im Februar 2023 im Alter von 91 Jahren kondolierten unter anderem der pakistanische Staatspräsident Arif Alvi und der Ex-Premierminister Imran Khan.

## Filmographie (Auswahl)
- 1960: Geheimauftrag für John Drake (Danger Man; Fernsehserie, eine Folge)
- 1962: Lawrence von Arabien (Lawrence of Arabia)
- 1963: Mein Freund, der Diamanten Joe (Sammy Going South)
- 1964: Deine Zeit ist um (Behold a Pale Horse)
- 1966: Khartoum
- 1967: Heiße Katzen (Deadlier Than the Male)
- 1967: Nur eine Frau an Bord (The Sailor from Gibraltar)
- 1967: Sie kamen von jenseits des Weltraums (They Came from Beyond Space)
- 1968: Auch Arbeit kann von Übel sein (Work Is a Four Letter Word)
- 1970: Hollywood in Bombay (Bombay Talkie)
- 1979: Ashanti
- 1984: Das Juwel der Krone – Ans andere Ufer (The Jewel in the Crown, Fernseh-Miniserie, drei Folgen)
- 1984: Jim Bergerac ermittelt (Bergerac; Fernsehserie, eine Folge)
- 1985: The Assam Garden
- 1986: Lord Mountbatten: The Last Viceroy (Fernseh-Miniserie, eine Folge)
- 1987: Vergesst die Kinder nicht! (We Are the Children, Fernsehfilm)
- 1989: Shalom Salam (Fernseh-Miniserie, fünf Folgen)
- 1992: Immaculate Conception
- 1994: Doomsday Gun – Die Waffe des Satans (Doomsday Gun, Fernsehfilm)
- 2012: Last Remarks